# Schalottenlök
Schalottenlök (Allium cepa [Aggregatum-gruppen]) är en sortgrupp av matlök (Allium cepa) i familjen amaryllisväxter.
Till skillnad från vanlig matlök bildar schalottenlöken hela knippen av lökar. Löken är också mindre och uppdelad i 4–8 klyftor. Färgen skiftar i vitt till violett. Den anses som den finaste matlöken med sin milda, aromatiska smak som gör att den passar i matlagning där löksmaken inte skall dominera. Löken importeras allt som oftast men odlas även i mindre skala i Sverige. Den skördas i juli till augusti. 

## Sorter
Bananschalottenlök är långsmala, oftast större, sorter som har som mest två klyftor.
Namnet potatislök används för gamla svenska sorters schalottenlök, och många lokalsorter finns bevarade.
Historiskt har olika principer funnits för att skilja mellan potatislök och schalottenlök i olika Europeiska länder och Programmet för odlad mångfalds inventeringar visade också att många olika svenska namn används för de arvelökar som bevarats lokalt.
Sorten 'Leksand' ofta kallad "Leksandslök" är känd i odling sedan åtminstone 1859. Sorterna 'Leksand', 'Maglasäte' och 'Anna' finns registrerade som amatörsorter hos Jordbruksverket vilket innebär att de får odlas och spridas kommersiellt.

## Namn och etymologi
Namnet kommer av fr. échalote, med samma betydelse, efter staden Askalon, dagens Ashkelon. En äldre vanlig stavning var charlottenlök.
Tidigare användes artnamnet Allium ascalonicum för schalottenlöken, men det betvivlades länge att det var en egen art.